# Michalinówka (Chomentów)
Michalinówka – osada wsi Chomentów położona w województwie świętokrzyskim w powiecie jędrzejowskim w gminie Sobków.
W latach 1975–1998 osada administracyjnie należała do województwa kieleckiego.